# Pożogi
Pożogi – wieś w Polsce położona w województwie świętokrzyskim, w powiecie buskim, w gminie Gnojno.
| SIMC    | Nazwa              | Rodzaj    |
| ------- | ------------------ | --------- |
| 1016291 | Kalenta            | część wsi |
| 0238470 | Zrecze Pożogowskie | część wsi |

W XIX wieku wieś i folwark w gminie i parafii Gnojno powiatu stopnickiego guberni kieleckiej.
W latach 1975–1998 miejscowość administracyjnie należała do województwa kieleckiego.